# Перль (Саар)
Перль (нім. Perl) — громада в Німеччині, знаходиться в землі Саар. Входить до складу району Мерциг-Вадерн.
Площа — 75,06 км2. Населення становить 8872 ос. (станом на 31 грудня 2021).